# Плещеев, Дмитрий Иванович
Дми́трий Ива́нович Плеще́ев (по прозвищу Репей) — стольник, воевода.

## Биография
Известно, что в 1625 году, когда у государева стола в Грановитой палате был кызылбашский посол, Плещеев находился в числе стольников, ставивших перед царем Михаилом Фёдоровичом кушанья.
В 1627 году участвовал в местнической тяжбе своего сородича Андрея Осиповича Плещеева с Василием Никитичем Пушкиным.
В 1628, 1637, 1641 и 1648 годах Плещеев восемь раз дневал и ночевал на государевом дворе во время «походов» царей Михаила Фёдоровича и Алексея Михайловича к Троице, в подмосковный Николо-Угрешский монастырь, в сёла Покровское, Коломенское и Хорошево. А в 1639 году он дневал и ночевал при гробе царевича Василия Михайловича.
Осадный воевода в Осколе в 1645—1647 годах, ходил против татар.
В 1651 году был в числе стольников, сопровождавших царя Алексея Михайловича в село Покровское.
В следующем году назначен воеводой в Вольный, откуда доносил о моровом поветрии в черкасских городах и о «черкасских вестях».
«…для приходу крымских людей» в 1653 году, он должен был идти из Курска в Яблоново к боярину Василию Борисовичу Шереметеву.
Был сыщиком беглых в 1658, 1666, 1667 годах в Нижнем Новгороде, в Нижегородском уезде и на Балахне, в 1659 году посылался вместе с боярином князем Куракиным во Владимир для переписи годных в службу боярских, поповских, дьяконских детей, церковников, иноземцев, татар и других служилых людей.
В 1661 году царь велел Плещееву «быть к себе государю к Москве из Владимира».
27 ноября 1663 года он был отпущен с воеводства из Нижнего Новгородa, где пробыл около года.
В 1670 году Плещеев составлял межевые книги Макарьевского уезда и вотчин Макарьевского Желтоводского монастыря, в 1674 году, в праздник Светлого Христова Воскресения, был в числе дворян, которые до утрени «видели государские очи в комнате».
Известен местнический спор Плещеева с Василием Борисовичем Шереметевым.